# Niras Bu-Nga
Niras Bu-Nga (thailändisch ราศ บุหง่า; * 14. Oktober 1995) ist ein thailändischer Fußballspieler.

## Karriere
Niras Bu-Nga stand bis Juni 2021 beim Drittligisten Nonthaburi United S.Boonmeerit FC. Der Verein aus der Provinz Nonthaburi spielte in der Bangkok Metropolitan Region der Liga. Im Juli 2021 wechselte er in die Southern Region. Hier schloss er sich dem MH Nakhonsi City FC aus Tha Sala an. Der Verein spielte in der Thailand Amateur League. 2022 stieg er mit dem Klub in die dritte Liga auf. Hier trat man in der Southern Region an. Am Ende der Saison 2022/23 feierte er mit dem Verein die Vizemeisterschaft der Southern Region und die Qualifikation für die Aufstiegsspiele zur zweiten Liga. Hier konnte man sich durchsetzen und belegte den ersten Platz. Im Sommer 2023 wurde dem Verein jedoch die Lizenz für die zweite Liga verweigert. Am 1. Juli 2024 verpflichtete ihn der Zweitligist Nakhon Si United FC. Sein Zweitligadebüt für den Verein aus Nakhon Si Thammarat gab Niras Bu-Nga am 10. August 2024 (1. Spieltag) im Auswärtsspiel gegen den Kasetsart FC. Bei dem 0:0-Unentschieden stand er in der Startelf und wurde in der 90. Minute gegen Phetcharat Chotipala ausgewechselt.

## Erfolge
MH Nakhonsi City FC
- Thailändischer Drittligameister: 2022/23